# إبرهارد فوغل
إبرهارد فوغل (بالألمانية: Eberhard Vogel)‏ (مواليد 8 أبريل 1943) هو لاعب كرة قدم. يلعب مع منتخب ألمانيا الشرقية لكرة القدم. سبق له أن لعب في كأس العالم لكرة القدم مع منتخب بلاده.

## روابط خارجية
- إبرهارد فوغل على موقع الاتحاد الدولي (مؤرشف)  (الإنجليزية)
- إبرهارد فوغل على موقع الاتحاد الأوربي (الإنجليزية)
- إبرهارد فوغل على موقع قاعدة بيانات كرة القدم.إي يو (الإنجليزية)
- إبرهارد فوغل على موقع ناشيونال فوتبول تيمز (الإنجليزية)
- إبرهارد فوغل على موقع عالم كرة القدم.نت (الإنجليزية)
- إبرهارد فوغل على موقع اللجنة الأولمبية الدولية (الإنجليزية)
- إبرهارد فوغل على موقع أوليمبيديا (الإنجليزية)